# Yola mocquerysi
Yola mocquerysi är en skalbaggsart som först beskrevs av Régimbart 1894.  Yola mocquerysi ingår i släktet Yola och familjen dykare. Inga underarter finns listade i Catalogue of Life.